# Eitel-Friedrich Rechel
Eitel-Friedrich Rechel (* 11. November 1916 in Stettin; †  nach 1963) war ein deutscher Politiker (CDU). Er war von 1954 bis 1958 Abgeordneter der Volkskammer der DDR.

## Leben
Rechel, Sohn eines Schneiders, besuchte die Volksschule und erlernte ebenfalls den Beruf des Schneiders.
Nach 1933 wurde er zum RAD und zur Wehrmacht eingezogen. Während des   Zweiten Weltkriegs musste er Kriegsdienst leisten.
Nach dem Krieg trat er 1945 in die CDU ein.  Von 1945 bis 1952 war er Mitglied des CDU-Kreisvorstandes Halberstadt. Rechel arbeitete von 1945 bis 1950 als kaufmännischer Angestellter im Lebensmittel-Einzelhandel, danach als Buchhalter bei der  HO in Halberstadt. Im Jahr 1952 wurde er Stellvertreter des Vorsitzenden des Rates des Kreises Salzwedel. Diese Funktion hatte er auch noch im Jahr 1961 inne.
Von 1952 bis 1954 fungierte er als Vorsitzender des CDU-Kreisvorstandes Salzwedel. Gleichzeitig gehörte er der Kreisleitung des Kulturbundes, dem Kreisausschuss der Nationalen Front und dem Kreistag Salzwedel an. Im Jahr 1953 wurde er zum Abgeordneten des Bezirkstages Magdeburg berufen. Von 1954 bis 1958 war er als Mitglied der CDU-Fraktion Abgeordneter der Volkskammer und Mitglied des Justizausschusses.
Rechel wohnte in der Jenny-Marx-Straße in Salzwedel.

## Auszeichnungen
- Ehrennadel der Nationalen Front
- 1963 Otto-Nuschke-Ehrenzeichen in Silber[3]